# Comando Naval Anfibio y Logístico
El Comando Naval Anfibio y Logístico (COAL) es un comando de la Armada Argentina creado en 1987 con asiento en la Base Naval Puerto Belgrano y con dependencia orgánica del Comando de la Flota de Mar, para las operaciones anfibias y sostén logístico de la Flota de Mar.
Su unidad naval principal es el logístico ARA Patagonia (LGPA), incorporado el 9 de julio de 2000, y opera junto con el resto de la Flota de Mar, la Aviación Naval y la Infantería de Marina y las otras Fuerzas Armadas.

## Unidades navales[3]
- Logístico ARA Patagonia (LGPA)
- Transporte ARA Canal Beagle (TRCB)
- Transporte ARA Bahía San Blas (TRBS)
- Aviso ARA Teniente Olivieri (AVTO)
- Aviso ARA Puerto Argentino (AVPA)
- Aviso ARA Estrecho de San Carlos (AVES)
- Aviso ARA Islas Malvinas (AVIM)
- Destacamento Naval de Playa (DNPL)